# El juicio de Paris (Rubens)
El juicio de Paris se refiere a cualquiera de los cuadros sobre el Juicio de Paris realizados por Pedro Pablo Rubens, si bien no igualó las 22 representaciones del tema atribuidas a Lucas Cranach el Viejo. Las grandes versiones de 1636 (Londres) y 1638-1639 (Madrid) se encuentran entre las más conocidas. Ambas muestran la interpretación de Rubens de la belleza femenina idealizada, con las diosas Venus, Minerva y Juno por un lado y Paris acompañado por Mercurio por el otro (la versión de 1636 tiene un putto en el extremo izquierdo y Alecto por encima de las diosas, mientras que la de 1639 agrega un putto entre Minerva y Venus).

## Versión de 1636
Esta versión sigue la historia narrada en el Juicio de las Diosas de Luciano de Samósata. Representa la concesión de la manzana de oro, aunque las alteraciones muestran que Rubens pintó primero el episodio anterior de la historia, en el que Mercurio ordena a las diosas que se desnuden. Fue comprado para la National Gallery de Londres en 1844.

## Versión de 1638
Pintada en 1638 o 1639, esta versión, que se encuentra en el Museo del Prado de Madrid (España) fue terminada poco antes de la muerte de Rubens, mientras estaba enfermo de gota. Fue encargada por el hermano de Felipe IV de España, el cardenal-infante Fernando de Austria y, a la muerte de este, pasó a la Colección Real española. En 1788, Carlos III de España decidió que era impúdico y ordenó que se quemara, pero murió antes de que se cumpliera esa orden.

## Otras versiones

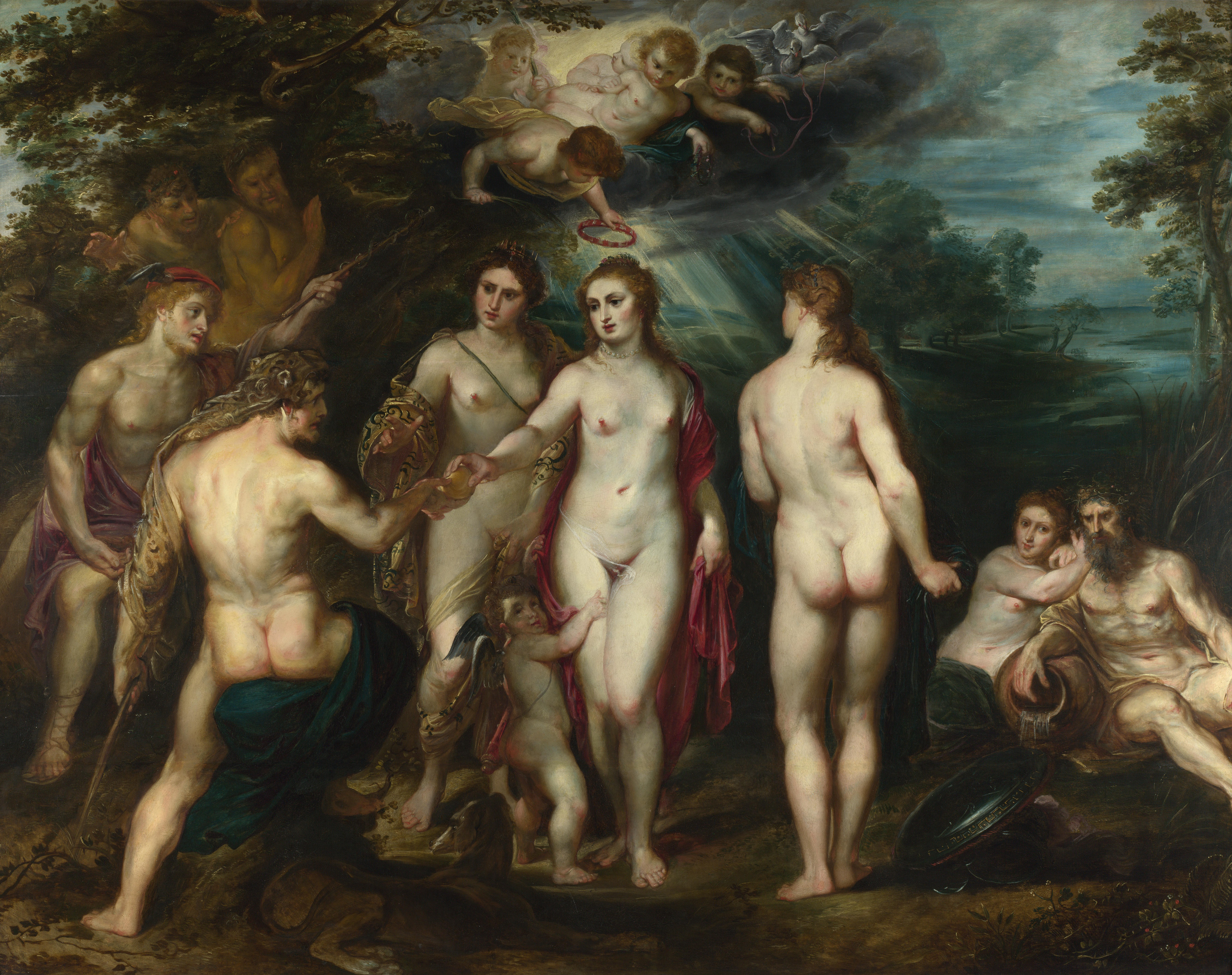
1597-1600, 144,8 cm (57 pulgadas) x 193,7 cm (76,2 pulgadas), National Gallery
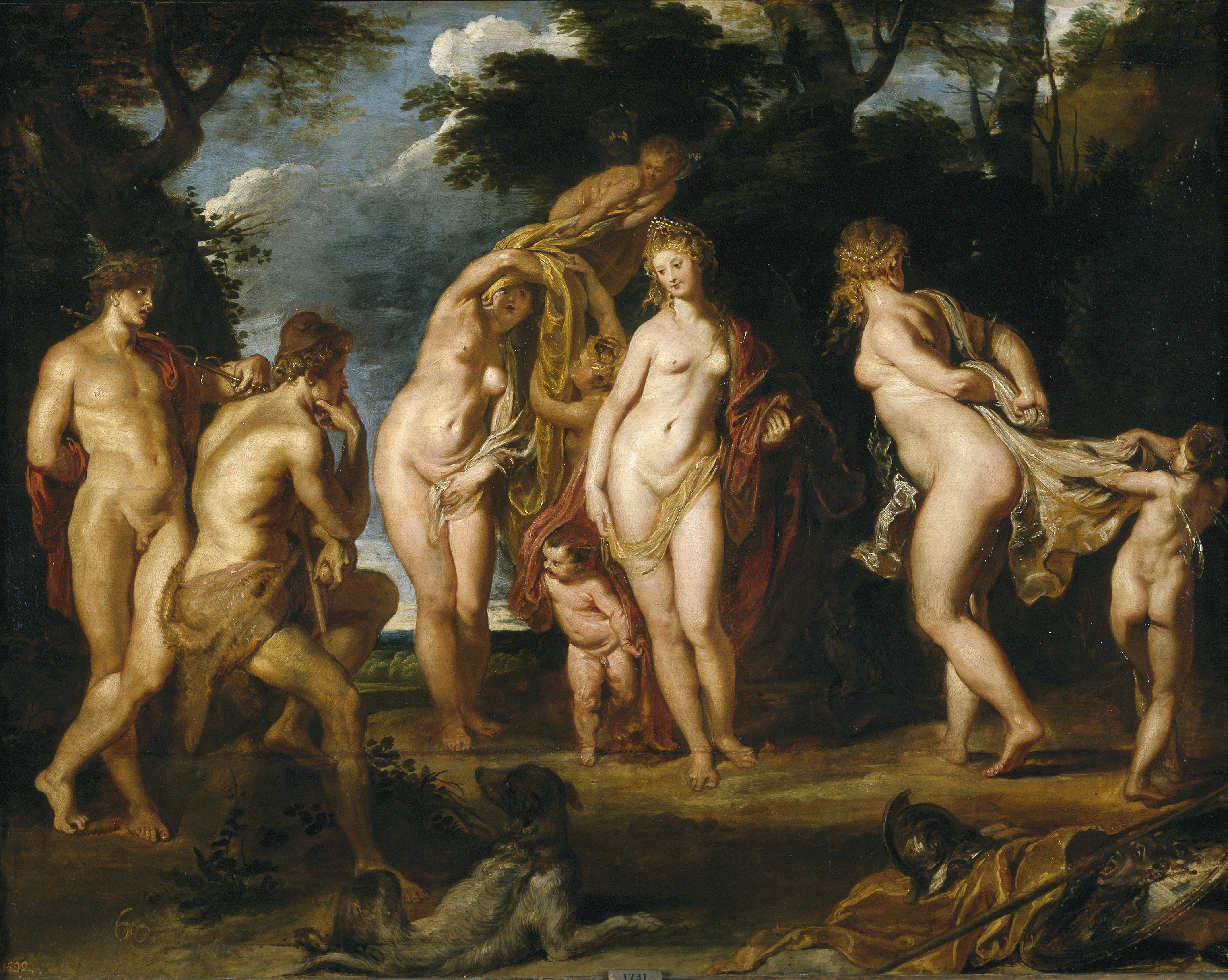
c. 1606, óleo sobre tabla, 89 x 114,5 cm, Museo del Prado
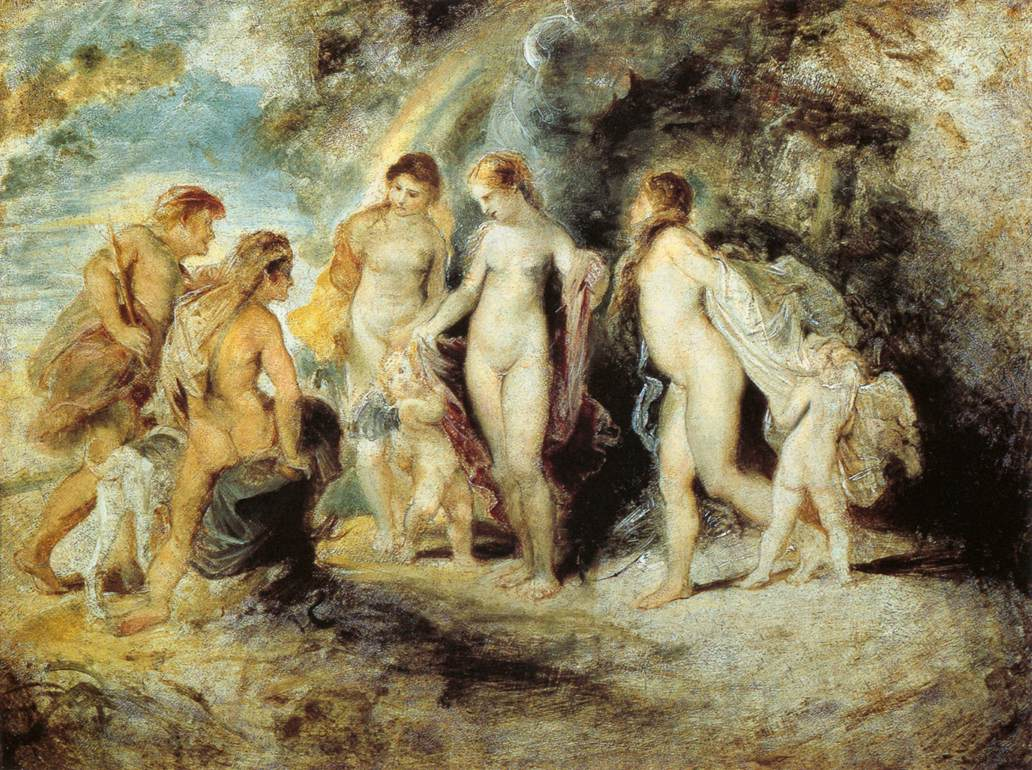
Boceto al óleo sobre cobre, 1606, 32,5 cm (12,7 pulgadas) x 43,5 cm (17,1 pulgadas), Academia de Bellas Artes de Viena
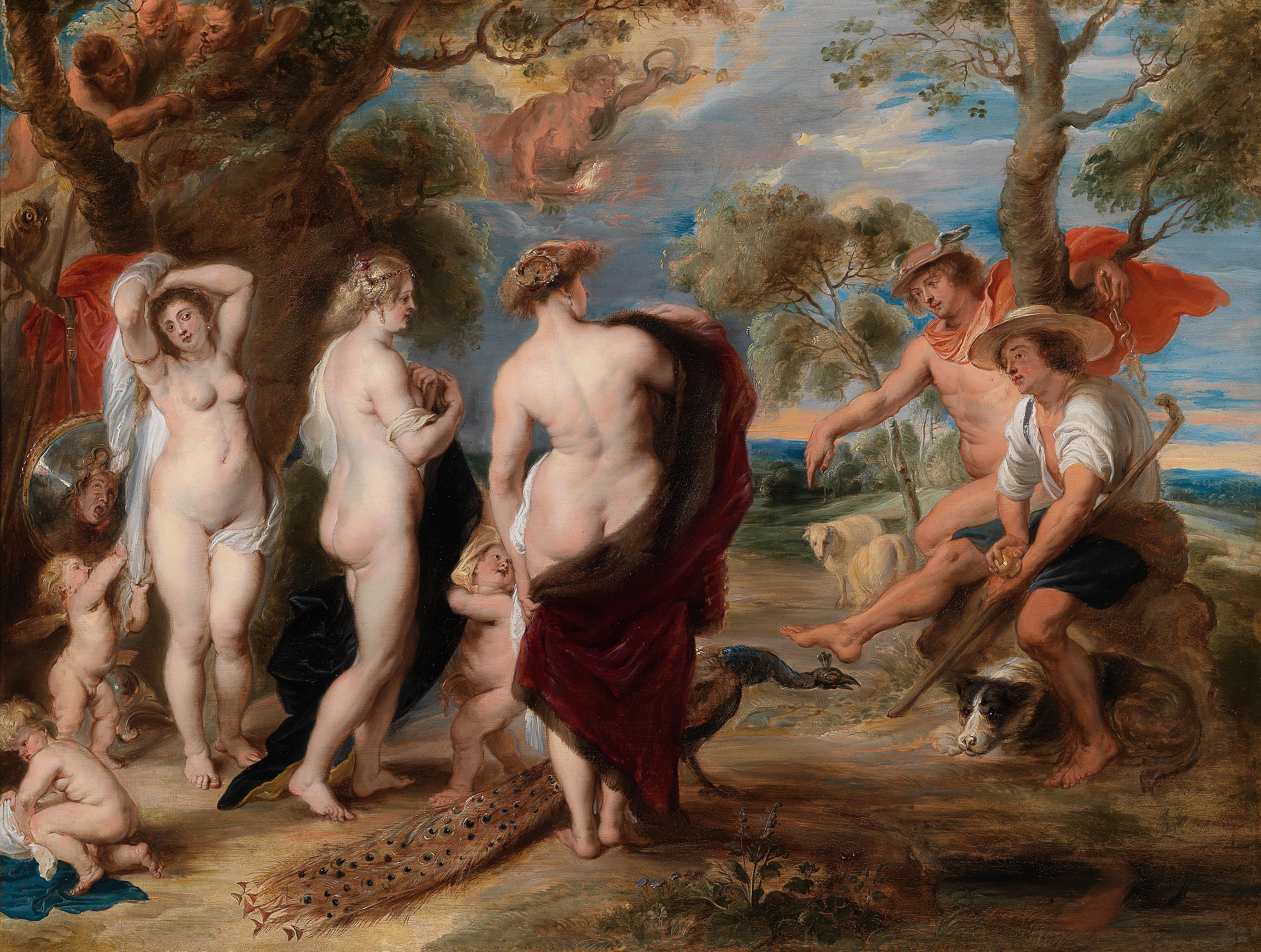
1636, 49 cm (19,2 pulgadas) x 63 cm (24,8 pulgadas), Galería de Pinturas de los Maestros Antiguos, probablemente anterior a la pintura similar de Londres